# Jean Rondeau (musicien)
Pour les articles homonymes, voir Rondeau.
Jean Rondeau, né le 23 avril 1991 à Paris, est un claveciniste, pianiste et compositeur de musique de film français.

## Biographie
Il est diplômé du Conservatoire national supérieur de musique et de danse de Paris, où il suit les cours d’Olivier Baumont, de Blandine Rannou et de Kenneth Weiss. Il suit aussi les leçons du conservatoire du 6e avec Blandine Verlet,, avec un prix de clavecin et de basse continue obtenu à l’unanimité avec mention très bien et félicitations du jury en 2013, il reçoit en 2012 le 1er prix en clavecin du Festival de musique ancienne de Bruges, et le 2e prix de la meilleure interprétation d’une pièce contemporaine au Concours international de clavecin du Printemps de Prague. En 2013, il se voit décerner le titre de Jeune Soliste 2014 des Radios francophones publiques. 
Membre de l'ensemble baroque Nevermind, fondé avec trois amis également issus du Conservatoire national supérieur de musique et de danse de Paris, il a également fondé en 2011 le quartet de jazz Note Forget. 
En juin 2014, il signe un contrat d'exclusivité chez Erato, et son premier enregistrement, autour de Jean-Sébastien Bach, intitulé Imagine, paraît en janvier 2015.
En 2015, il est couronné « Révélation soliste instrumental de l'année » aux Victoires de la musique classique.
Il compose et joue la musique de Paula (Paula — Mein Leben soll ein Fest sein), un film allemand réalisé par Christian Schwochow, sorti en 2016.
Paru en octobre 2018, son enregistrement de 15 sonates de Scarlatti remporte le mois suivant un Diapason d'Or.

## Discographie
- Bach : Sonates et solo pour la flûte traversière, avec François Lazarevitch, Lucile Boulanger, Thomas Dunford et les Musiciens de Saint-Julien, Alpha Collection, 2013.
- Imagine. Bach : Suite BWV 997, Sonate BWV 1003, Partita BWV 1004 (Chaconne), Partita BWV 1013, Concerto italien BWV 971, Sonate BWV 1005 (Adagio) (2-6 juin 2014, Erato) (OCLC 971063777)
- Vertigo. Œuvres de Rameau et Royer - au clavecin du Château d'Assas (17-22 mai 2015, Erato)[11] (OCLC 958611187)
- Dynastie Bach. Concertos de Bach (Concertos BWV 1052, BWV 1056), Wilhelm Friedemann Bach (ext. Sonate FK 7, Lamento), Johann Christian Bach (Concerto en fa mineur) et Carl Philipp Emanuel Bach (Concerto Wq. 23) - Sophie Gent et Louis Creac'h, violons ; Fanny Paccoud, alto ; Antoine Touche, violoncelle ; Thomas de Pierrefeu, contrebasse ; Evolène Kiener, basson (6-9 septembre 2016, Erato 0190295888466) (OCLC 968777357)
- Paula (Musique du film) - Anna Besson, flûte ; Gabriel Pidoux, hautbois ; Renaud Guy-Rousseau, clarinette ; Alice Bourlier et Laurent Muller, violons ; Maria Mosconi, alto ; Barbara Le Liepvre, violoncelle ; Lucas Henri, contrebasse ; Tanguy de Williencourt, piano (Warner/Parlophone Records, 2017) (OCLC 1028674903)
- Scarlatti, Sonates : K. 6, 30, 69, 119, 132, 141, 162, 175, 180, 199, 208, 213, 216, 460 et 481 (7-11 janvier 2018, Erato)[12],[13],[14] (OCLC 1089402363)
- Barricades. Œuvres  de François Couperin, Robert de Visée, Michel Lambert, Marin Marais, Marc-Antoine Charpentier, Jean-Henri d'Anglebert, Antoine Forqueray et Jean-Philippe Rameau. Jean Rondeau, clavecin, Thomas Dunford, luth. Avec la participation de Lea Desandre, mezzo-soprano, Marc Mauillon, baryton et Myriam Rignol, viole de gambe (29 mai 2020, Erato)[15] (OCLC 1181960040)
- Melancholy Grace. Œuvres de Frescobaldi, Rossi, Strozzi, Sweelinck, Picchi, Bull, Gibbons, Storace, Valente, etc. (2021, Erato)
- Gradus Ad Parnassum (clavecin). Œuvres de Palestrina, Fux, Beethoven, Mozart, Debussy. (3 mars 2023, Erato).

## Filmographie
- 2016 : Paula (Paula — Mein Leben soll ein Fest sein), film allemand réalisé par Christian Schwochow, dont Jean Rondeau compose et joue la musique originale.

- Jean Rondeau - Selon Variations.

Documentaire de 1h25, réalisé par Erwan Ricordeau, 2025.
Sujet : Jean Rondeau, claveciniste de renommée internationale, décide,  pour sa tournée consacrée aux Variations Goldberg, de partir en van avec son propre instrument, en compagnie de son accordeur.